# Pollett

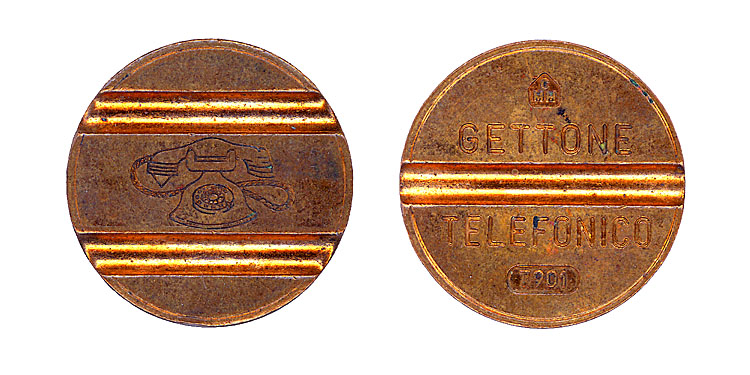
Italiensk droppollett som användes i telefonautomater 1959–2001.

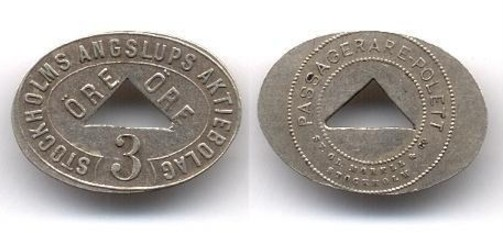
3-öres pollett för "Stockholms Ångslups AB".

Pollett eller droppollett är en värdehandling, vanligen i form av en myntliknande metallbricka som endast kan användas för betalning av en vanligen förutbestämd vara eller tjänst. Detta gör att polletter blir mindre stöldbegärliga än rena pengar, vilket kan vara en stor fördel exempelvis i varuautomater.

## Etymologi
Ordets ursprung är osäkert. Möjligen härstammar det från latinets pollet, den gäller, eller av Paulet, en fransman, efter vilken man i Frankrike kallade avgiften för bibehållandet av vissa ämbeten inom en släkt paulette.

## Polletter och droppolletter i Sverige

Myntpollett från Stora Kopparbergslag, 1762.

Myntpollett från Stora Kopparbergslag, 1762.

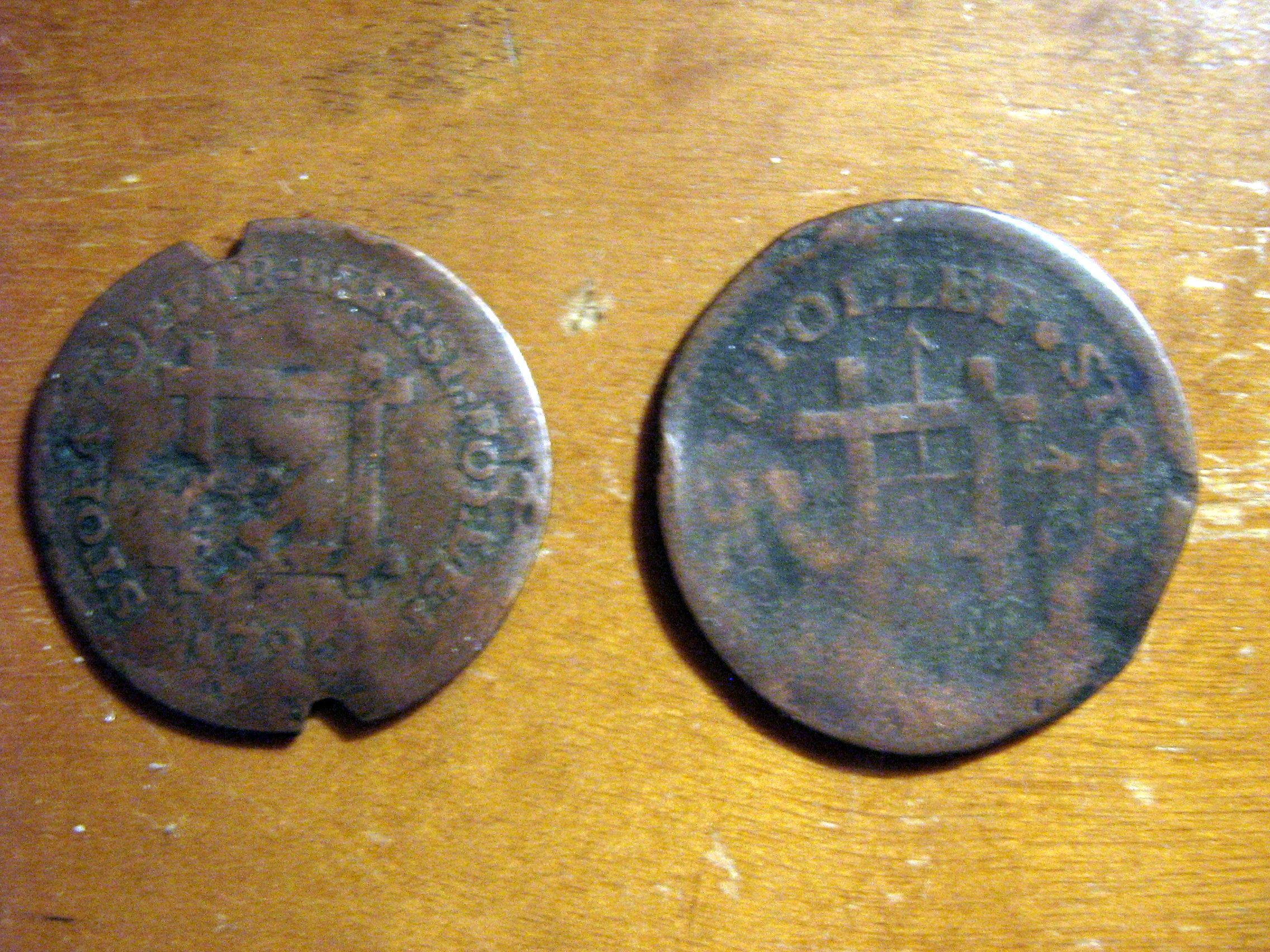
Polletter från Stora Kopparberget om 6 öre kopparmynt, 1790 och 1765.

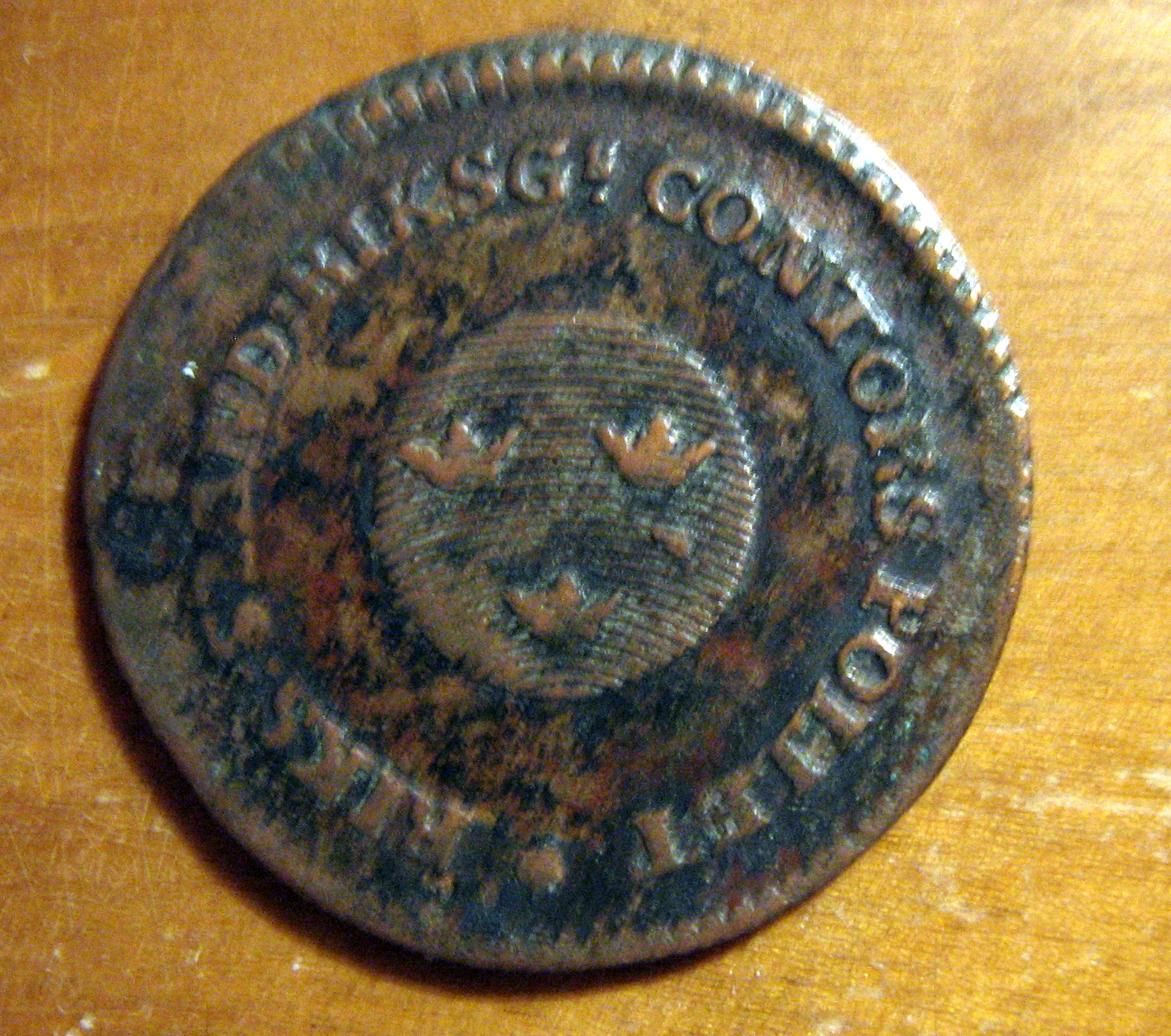
Riksgäldspollett 1/2 skilling 1802.

I Sverige användes sedan förra hälften av 1600-talet polletter i relativt stor omfattning, som bevis för utfört arbete eller forsling, levererade varor eller liknande. De fungerade också som ersättning för skiljemynt inom de landsdelar där de cirkulerade. Polletter gjordes först av näver, senare mest av koppar, mässing och läder. De utfärdades främst av de stora bergverken och bruksegendomarna. Åren 1650–1750 var de allmänt förekommande inom Dalarnas, Västmanlands och Upplands bergslag. Från mitten av 1750-talet till långt in på 1830-talet var (med stöd av kungligt brev) Stora Kopparbergs bergslags polletter gångbara i nästan hela mellersta Sverige.
Myntpolletter som fungerade som vanliga växelmynt utgavs av Rikets ständers riksgäldskontor 1799–1802 i valörerna 1/2 och 1/4 skilling. I mitten av 1800-talet började polletter användas för ett nytt ändamål, nämligen att genom tidsbesparing vid betalningen underlätta till exempel ångslups-, spårvägs- och bussresor (se färdbevis). Polletter av hårda material kunde även användas i därför avsedda automater.
Även till exempel bruk, gasverk, bryggerier, restauranger, badhus, rakstugor, nöjesparker och dansbanor har ofta använt polletter, liksom handlare vid försäljning av olika typer av dagligvaror. De flesta polletter har varit tillverkade av metall, som till exempel nysilver, mässing och zink, men även plastpolletter har förekommit. I vissa fall kunde de även vara av papper och säljas i häften.
Det tidigare mycket vidsträckta bruket av polletter avtog under senare hälften av 1900-talet och är numera relativt sällan förekommande. En av de få branscher som fortfarande använder sig flitigt av polletten är golfen, där det är vanligt med bollpolletter som brukas för att få tillgång till golfbollar till driving rangen. Dock förekommer polletterna även som kaffe- och dusch- och solariepolletter. Annars är det idag vanligare att man använder kuponger eller klippkort till nyttigheter som man önskar förköpa flera besök till. För lunchmåltider är till exempel Rikskuponger vanliga. Vid kollektivtrafikföretagen har under senare år magnetkorten övertagit den roll som polletterna tidigare haft. För obegränsat antal inträden eller resor erbjuds idag ofta också olika typer av periodkort. Vid vissa campingar förekommer polletter som där framförallt används för att kunna nyttja dusch i de offentliga utrymmena, vattentillförseln i duscharna är då automatiskt styrda från pollettmaskinen och ger exempelvis 5 minuters duschtid per pollett.